# Odontopera macularia
Odontopera macularia är en fjärilsart som beskrevs av Barnes och Mcdunnough 1916. Odontopera macularia ingår i släktet Odontopera och familjen mätare. Inga underarter finns listade i Catalogue of Life.